# Беркидеду (Олбија-Темпио)
Беркидеду је насеље у Италији у округу Сасари, региону Сардинија.
Према процени из 2011. у насељу је живело 507 становника. Насеље се налази на надморској висини од 296 м.